# Trincea (infrastrutture)

Nell'ambito delle costruzioni stradali o ferroviarie, la trincea è uno scavo di terra, limitato lateralmente da scarpate dotate di una certa pendenza o da muri di sostegno o di controripa.
Alla base di tale scavo vi sarà la piattaforma stradale o quella ferroviaria.
Le trincee si realizzano quando la variazione della pendenza longitudinale che si avrebbe seguendo l'andamento del terreno viola le prescrizioni normative e ne risulta superiore.
Funzione opposta alle trincee è svolta dai rilevati.